# Landeswappen von Rheinland-Pfalz
Das Landeswappen zählt ebenso wie die Landesflagge zu den Hoheitszeichen von Rheinland-Pfalz. Es wurde in Ausführung des Artikels 74 der Landesverfassung durch das Gesetz vom 10. Mai 1948 bestimmt. Der Entwurf stammt von Joseph Decku.

## Landeswappen

### Beschreibung
Das Landeswappen hat die Form des heraldischen Rundschildes. Dieser ist durch eine aufsteigende eingebogene Spitze gespalten und zeigt im vorderen, silbernen Feld ein rotes durchgehendes Kreuz, im hinteren, roten Feld ein silbernes sechsspeichiges Rad und in der aufsteigenden schwarzen Spitze einen rot gekrönten und bewehrten goldenen Löwen. Das Wappen ist von einer goldenen Volkskrone (Weinlaub) überhöht.

### Bedeutung

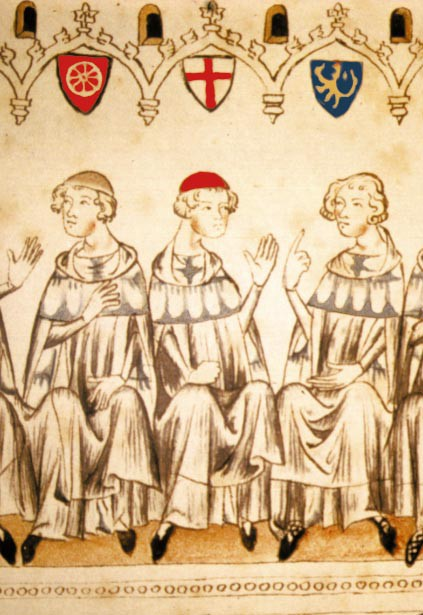
Die drei Kurfürsten unter ihren Wappen: v. l. Peter von Mainz, Balduin von Trier und Pfalzgraf Rudolf (1341)

Das Landeswappen zeigt die Symbole der früheren Kurfürstentümer Trier, Mainz und Pfalz im Heiligen Römischen Reich Deutscher Nation:
- den Pfälzer Löwen; ein goldener mit roter Krone besetzter Löwe, ist zuerst unter dem wittelsbachischen Pfalzgrafen Otto dem Erlauchten in dessen Reitersiegel von 1229 nachgewiesen. Es ist jedoch wahrscheinlich älter und geht mutmaßlich auf die von 1195 bis 1214 herrschenden welfischen Pfalzgrafen zurück.
- das rote Sankt-Georgs-Kreuz auf silbernem Grund, bezeugtes Wahrzeichen des Erzbistums und Kurfürstentums Trier. Es erschien erstmals 1273 im Rücksiegel des Erzbischofs Heinrich II. und repräsentierte den Kurstaat bis zur Säkularisation 1803.
- sowie auf rotem Grund das silberne sechsspeichige Mainzer Rad des Erzbistums und Erzstifts Mainz, das ebenfalls seit dem 13. Jahrhundert im Siegel geführt wird.

Die Krone des Pfälzer Löwen ist auf den besonderen Rang der Bayernherzöge als „Pfalzgrafen bei Rhein“ zurückzuführen.
Die überhöhte Volkskrone fünf goldfarbener stilisierter Weinblätter verweist auf die Bedeutung des Weinbaus in Rheinland-Pfalz. Insgesamt sechs der 13 deutschen Weinbaugebiete für Qualitäts- und Prädikatswein liegen innerhalb der Landesgrenzen. Die Volkskrone ist kein monarchisches Symbol, sondern ein Sinnbild der Volkssouveränität.

## Wappenzeichen

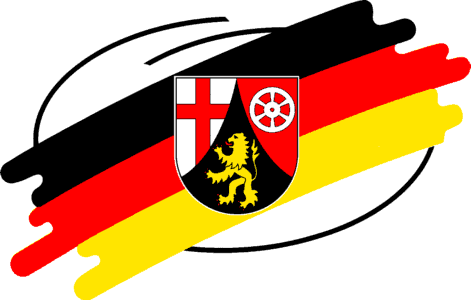
Wappenzeichen von Rheinland-Pfalz

Das Wappenzeichen ist eine vereinfachte Darstellung des Landeswappens und darf ohne Genehmigung verwendet, jedoch nicht verändert werden.
Dem Wappenzeichen fehlen die Volkskrone sowie die rote Krone und detaillierte schwarze Fellzeichnungen des Löwen. Hinzugefügt wurden im Hintergrund schräglinks gestreifte schwarz-rot-goldene Farbverläufe und ein schwarzer Kringel.

## Bezug zum Landeswappen

### Landeskommando Rheinland-Pfalz
Das Landeskommando Rheinland-Pfalz der Bundeswehr verwendet seit 2021 das Landeswappen auf dem Eisernen Kreuz der Bundeswehr.

### Bestandteile aus dem Landeswappen
- Landesflagge von Rheinland-Pfalz
- Liste der Wappen in Rheinland-Pfalz
- Liste der Wappen mit dem Mainzer Rad
- Liste der Wappen mit dem Pfälzer Löwen
- Liste der Wappen mit dem Trierer Kreuz

### Das Landeswappen auf Briefmarken

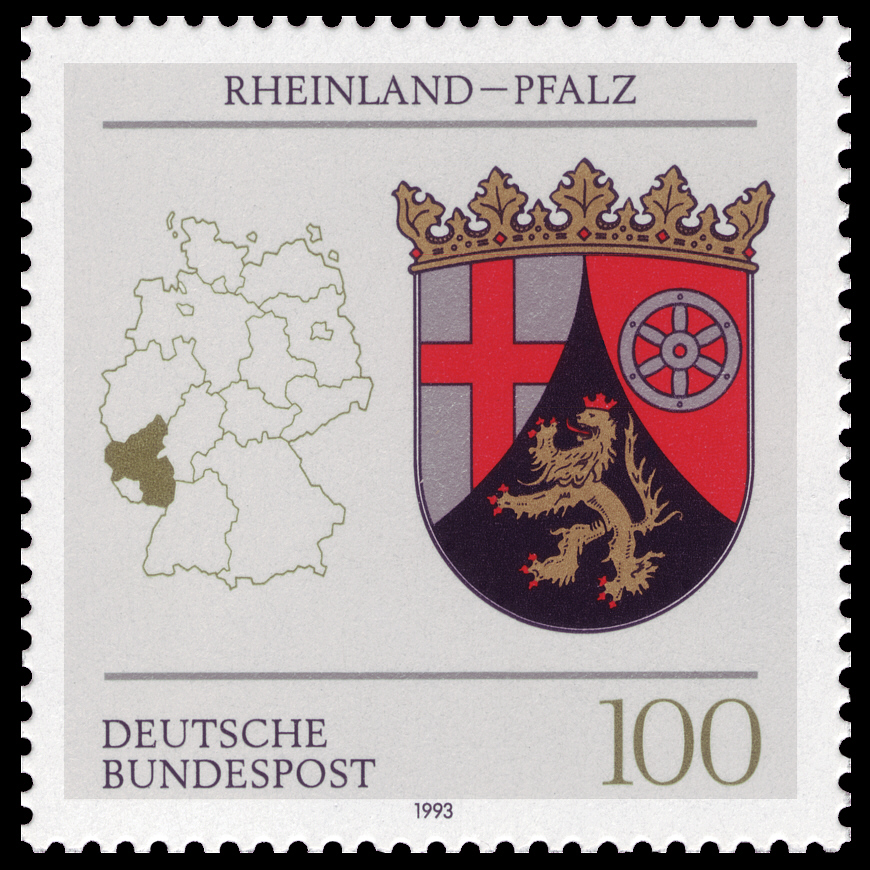
Briefmarke von 1993 aus der Serie: Wappen der Länder der Bundesrepublik Deutschland